# La Rose et le Réséda (film, 1947)
 (juillet 2025).
Pour plus de détails, voir Fiche technique et Distribution.
La Rose et le Réséda est un film français de court métrage réalisé par André Michel, tourné en 1946 et sorti en 1947.

## Synopsis
Mise en images et en musique du poème de Louis Aragon publié en 1943.

## Fiche technique
- Titre : La Rose et le Réséda
- Réalisation : André Michel
- Texte dit par Jean-Louis Barrault
- Photographie : Maurice Barry
- Musique : Georges Auric
- Montage : Georges Arnstam
- Production : Coopérative générale du cinéma français
- Pays d'origine :  France
- Durée : 8 minutes
- Date de sortie : 1947

## Récompenses et distinctions
- 1947 : Prix du meilleur film expérimental au Festival de Mariánské Lázně[1]